# Pusztamérges
Pusztamérges là một thị trấn thuộc hạt Csongrád, Hungary. Thị trấn này có diện tích 24,39 km², dân số năm 2010 là 1267 người, mật độ 52 người/km².